# Compactozetes
Compactozetes – rodzaj roztoczy z kohorty mechowców i rodziny Cepheidae.
Rodzaj ten został opisany w 1966 roku przez Marie Hammer. Gatunkiem typowym wyznaczono Compactozetes rotoruensis.
Mechowce te mają tęgie szczękoczułki oraz krótkie szczeciny notogastralne i interlamellarne. Ich processus humeralis jest krótki i tępy. Tutoria są bardzo długie i szerokie, a lamelle z przodu złączone. Brzeg hysterosomy za pteromorfami przejrzysty. Szczeciny genitalne występują w liczbie 6 par, aggenitalne 1 pary, analne 2 par, a adanalne 3 par. Odnóża jednopalczaste.
Rodzaj znany z Nowej Zelandii i wysp Oceanii.
Należy tu 5 opisane gatunki:
- Compactozetes hastatus Hammer, 1973
- Compactozetes niger Hammer, 1966
- Compactozetes rotoruensis Hammer, 1966
- Compactozetes serratus Balogh, 1970
- Compactozetes zeugus Luxton, 1988